# Gaußsches Einheitensystem
Das gaußsche Einheitensystem, auch gaußsches CGS-System genannt, ist ein physikalisches Einheitensystem, das auf dem CGS-System der Mechanik aufbaut und dieses um elektromagnetische Einheiten ergänzt. Von allen CGS-Systemen der Elektrodynamik ist das gaußsche System das gebräuchlichste. Es ist eine Kombination aus dem elektrostatischen Einheitensystem, das die elektrischen Größen ausgehend vom Coulomb’schen Kraftgesetz mit den mechanischen Größen verknüpft, und dem elektromagnetischen Einheitensystem, das auf dem Ampère’schen Kraftgesetz beruht.
Es sollte hier klar darauf hingewiesen werden, dass der Unterschied zwischen dem gaußschen System und dem Internationalen Einheitensystem (SI) nicht lediglich eine Frage der Einheiten ist, sondern dass die Größen in den beiden Systemen anders eingeführt und damit auch in anderen Einheiten gemessen werden. Streng genommen handelt es sich in den beiden Begriffssystemen also um unterschiedliche Größensysteme.

## Verwendung
In der heutigen Praxis wird das gaußsche Einheitensystem kaum noch in Reinkultur angewandt, insbesondere die Einheiten Statvolt und Statcoulomb werden kaum mehr verwendet. Weit häufiger wird eine Mischung aus gaußschen und Einheiten des MKS-Systems benutzt, in der etwa die elektrische Feldstärke in Volt pro Zentimeter angegeben wird.
In der theoretischen Physik wird das gaußsche Einheitensystem gegenüber dem SI häufig bevorzugt, weil dadurch elektrisches und magnetisches Feld identische Einheiten erhalten, was logischer ist, da diese Felder nur verschiedene Komponenten des elektromagnetischen Feldstärketensors sind. Sie gehen durch Lorentztransformation auseinander hervor, sind also nur verschiedene „Ausprägungen“ des Elektromagnetismus allgemein und keine prinzipiell trennbaren Erscheinungen. Des Weiteren taucht in dieser Formulierung der Maxwell-Gleichungen die Lichtgeschwindigkeit als Faktor auf, was bei relativistischen Betrachtungen hilfreich ist.
Für manche Anwendungen werden gaußsche Einheiten, wie zum Beispiel Gauß für die magnetische Flussdichte, gegenüber den entsprechenden SI-Einheiten bevorzugt, weil dann die Zahlenwerte handlicher sind. Zum Beispiel ist das Erdmagnetfeld von der Größenordnung 1 Gauß.

## Konversion von Größen zwischen Gauss-System und SI
Gauß-System und SI sind nicht nur unterschiedliche Einheitensysteme, sondern auch unterschiedliche Größensysteme. Im SI sind zwei Feldkonstanten – die elektrische {\displaystyle \varepsilon _{0}} und die magnetische Feldkonstante {\displaystyle \!\ \mu _{0}} – notwendig, die über die Lichtgeschwindigkeit {\displaystyle c} miteinander verknüpft sind: {\textstyle \varepsilon _{0}\mu _{0}c^{2}=1}. Im gaußschen System hingegen ist nur die eine Konstante {\displaystyle c} erforderlich.  Daher reicht es nicht, Einheiten umzurechnen, sondern man muss auch die meisten Formeln konvertieren. Hierbei ist die folgende Konversionstabelle hilfreich:
| Größe | Gauß                       | SI                                                                   |
| --- | -------------------------- | -------------------------------------------------------------------- |
| Ladungsdichte ebenso: Stromdichte {\displaystyle {\vec {\jmath }}}, Ladung {\displaystyle Q}, Stromstärke {\displaystyle I}, elektrische Polarisation {\displaystyle {\vec {P}}} | {\displaystyle \rho }      | {\displaystyle {\frac {1}{\sqrt {4\pi \varepsilon _{0}}}}\rho }      |
| Elektrische Feldstärke ebenso: el. Potential {\displaystyle \phi }, Spannung {\displaystyle U}                                                                                   | {\displaystyle {\vec {E}}} | {\displaystyle {\sqrt {4\pi \varepsilon _{0}}}{\vec {E}}}            |
| Elektrische Flussdichte | {\displaystyle {\vec {D}}} | {\displaystyle {\sqrt {\tfrac {4\pi }{\varepsilon _{0}}}}{\vec {D}}} |
| Magnetische Flussdichte ebenso: Vektorpotential {\displaystyle {\vec {A}}} | {\displaystyle {\vec {B}}} | {\displaystyle {\sqrt {\tfrac {4\pi }{\mu _{0}}}}{\vec {B}}}         |
| Magnetische Feldstärke | {\displaystyle {\vec {H}}} | {\displaystyle {\sqrt {4\pi \mu _{0}}}{\vec {H}}}                    |
| Magnetisierung | {\displaystyle {\vec {M}}} | {\displaystyle {\sqrt {\tfrac {\mu _{0}}{4\pi }}}{\vec {M}}}         |

| Größe                                         | Gauß                         | SI                                                            |
| --------------------------------------------- | ---------------------------- | ------------------------------------------------------------- |
| Leitfähigkeit                                 | {\displaystyle \sigma }      | {\displaystyle {\frac {1}{4\pi \varepsilon _{0}}}\sigma }     |
| Widerstand ebenso: Impedanz {\displaystyle Z} | {\displaystyle R}            | {\displaystyle 4\pi \varepsilon _{0}R}                        |
| Induktivität                                  | {\displaystyle L}            | {\displaystyle 4\pi \varepsilon _{0}L}                        |
| Kapazität                                     | {\displaystyle C}            | {\displaystyle {\frac {1}{4\pi \varepsilon _{0}}}C}           |
| Permittivität                                 | {\displaystyle \varepsilon } | {\displaystyle {\frac {\varepsilon }{\varepsilon _{0}}}}      |
| Magnetische Permeabilität                     | {\displaystyle \mu }         | {\displaystyle {\frac {\mu }{\mu _{0}}}}                      |
| Lichtgeschwindigkeit                          | {\displaystyle c}            | {\displaystyle {\frac {1}{\sqrt {\mu _{0}\varepsilon _{0}}}}} |

Liegt eine Formel im Gauß-System vor, so werden die Größen und Konstanten, für die sich ein Eintrag in der Gauß-System-Spalte finden lässt, durch den Ausdruck aus der SI-Spalte in der Formel ersetzt, um die äquivalente Formel im SI zu erhalten. Symbole mit rein mechanischen Dimensionen aus Länge, Zeit und Masse, wie etwa die Kraft, Geschwindigkeit oder Energiestromdichte bleiben unverändert (beachte aber den Zusammenhang zwischen der Lichtgeschwindigkeit {\displaystyle c} und den Konstanten {\displaystyle \varepsilon _{0}} und {\displaystyle \mu _{0}}). Die Tabelle kann auch für die umgekehrte Konversion von Formeln im SI zu den äquivalenten Formeln im Gauss-System benutzt werden. Die folgende Tabelle zeigt vier Beispiel-Konversionen.
| im Gauß-System                                                                                   | Gauß-Größen durch SI-Terme ersetzen…                                 | Gauß-Größen durch SI-Terme ersetzen… | Gauß-Größen durch SI-Terme ersetzen… | …ergibt im SI                                                                      |
| ------------------------------------------------------------------------------------------------ | -------------------------------------------------------------------- | ------------------------------------ | --- | ---------------------------------------------------------------------------------- |
| {\displaystyle {\vec {F}}=q\left({\vec {E}}+{\frac {1}{c}}({\vec {v}}\times {\vec {B}})\right)}  | {\displaystyle {\vec {F}}}                                           | {\displaystyle =}                    | {\displaystyle {\frac {1}{\sqrt {4\pi \varepsilon _{0}}}}q\left({\sqrt {4\pi \varepsilon _{0}}}{\vec {E}}+{\sqrt {\mu _{0}\varepsilon _{0}}}({\vec {v}}\times {\sqrt {\tfrac {4\pi }{\mu _{0}}}}{\vec {B}})\right)} | {\displaystyle {\vec {F}}=q({\vec {E}}+{\vec {v}}\times {\vec {B}})}               |
| {\displaystyle {\vec {D}}={\vec {E}}+4\pi {\vec {P}}}                                            | {\displaystyle {\sqrt {\tfrac {4\pi }{\varepsilon _{0}}}}{\vec {D}}} | {\displaystyle =}                    | {\displaystyle {\sqrt {4\pi \varepsilon _{0}}}{\vec {E}}+4\pi {\frac {1}{\sqrt {4\pi \varepsilon _{0}}}}{\vec {P}}}                                                                                                 | {\displaystyle {\vec {D}}=\varepsilon _{0}{\vec {E}}+{\vec {P}}}                   |
| {\displaystyle {\vec {E}}=-\nabla \phi -{\frac {1}{c}}{\frac {\partial }{\partial t}}{\vec {A}}} | {\displaystyle {\sqrt {4\pi \varepsilon _{0}}}{\vec {E}}}            | {\displaystyle =}                    | {\displaystyle -\nabla ({\sqrt {4\pi \varepsilon _{0}}}\phi )-{\sqrt {\mu _{0}\varepsilon _{0}}}{\frac {\partial }{\partial t}}{\sqrt {\tfrac {4\pi }{\mu _{0}}}}{\vec {A}}}                                        | {\displaystyle {\vec {E}}=-\nabla \phi -{\frac {\partial }{\partial t}}{\vec {A}}} |
| {\displaystyle {\vec {S}}={\frac {c}{4\pi }}{\vec {E}}\times {\vec {B}}}                         | {\displaystyle {\vec {S}}}                                           | {\displaystyle =}                    | {\displaystyle {\frac {1}{4\pi {\sqrt {\mu _{0}\varepsilon _{0}}}}}{\sqrt {4\pi \varepsilon _{0}}}{\vec {E}}\times {\sqrt {\tfrac {4\pi }{\mu _{0}}}}{\vec {B}}}                                                    | {\displaystyle {\vec {S}}={\frac {1}{\mu _{0}}}{\vec {E}}\times {\vec {B}}}        |

## Konversion von Einheiten zwischen Gauss- und anderen Systemen
Die folgende Tabelle vergleicht die Maßeinheiten des Gauß-Systems und des SI sowie des „reinen“ elektrostatischen und elektromagnetischen Einheitensystems, aus denen das Gauß-System zusammengesetzt ist. Aufgrund der unterschiedlichen Größensysteme ist es nicht immer nur eine einfache Konversion von Einheiten, wie man an der unterschiedlichen Umrechnung bei elektrischer Flussdichte und Polarisation und bei magnetischer Feldstärke und Magnetisierung sieht.
| Größe                              | Größe | SI-Einheit  | SI-Einheit | Konversion in CGS-Einheiten | Konversion in CGS-Einheiten | Konversion in CGS-Einheiten | Konversion in CGS-Einheiten | Konversion in CGS-Einheiten | Konversion in CGS-Einheiten | in Basiseinheiten | in Basiseinheiten |
| Größe                              | Größe | SI-Einheit  | SI-Einheit | esE                         | esE                         | Gauß                        | Gauß                        | emE                         | emE                         | SI                | Gauß              |
| ---------------------------------- | ----- | ----------- | ---------- | --------------------------- | --------------------------- | --------------------------- | --------------------------- | --------------------------- | --------------------------- | ----------------- | ----------------- |
| elektr. Ladung                     | Q     | Coulomb (C) | = A·s      | 3·109                       | 3·109                       | statC (Fr)                  | statC (Fr)                  | 10−1                        | abC                         | A·s               | g1/2·cm3/2·s−1    |
| elektr. Stromstärke                | I     | Ampere (A)  | = C/s      | 3·109                       | 3·109                       | statA                       | statA                       | 10−1                        | abA (Bi)                    | A                 | g1/2·cm3/2·s−2    |
| elektr. Spannung                   | U     | Volt (V)    | = W/A      | 1⁄3·10−2                    | 1⁄3·10−2                    | statV                       | statV                       | 108                         | abV                         | kg·m2·s−3·A−1     | g1/2·cm1/2·s−1    |
| elektr. Feldstärke                 | E     | V/m         | = N/C      | 1⁄3·10−4                    | 1⁄3·10−4                    | statV/cm                    | statV/cm                    | 106                         | abV/cm                      | kg·m·s−3·A−1      | g1/2·cm−1/2·s−1   |
| elektr. Flussdichte                | D     | C/m2        | C/m2       | 4π·3·105                    | 4π·3·105                    | statC/cm2                   | statC/cm2                   | 4π·10−5                     | abC/cm2                     | A·s·m−2           | g1/2·cm−1/2·s−1   |
| elektr. Polarisation               | P     | C/m2        | C/m2       | 3·105                       | 3·105                       | statC/cm2                   | statC/cm2                   | 10−5                        | abC/cm2                     | A·s·m−2           | g1/2·cm−1/2·s−1   |
| elektr. Dipolmoment                | p     | C·m         | C·m        | 3·1011                      | 3·1011                      | statC·cm                    | statC·cm                    | 101                         | abC·cm                      | A·s·m             | g1/2·cm5/2·s−1    |
| elektr. Widerstand                 | R     | Ohm (Ω)     | = V/A      | 1⁄9·10−11                   | 1⁄9·10−11                   | s/cm                        | s/cm                        | 109                         | abΩ                         | kg·m2·s−3·A−2     | cm−1·s            |
| elektr. Leitwert                   | G     | Siemens (S) | = 1/Ω      | 9·1011                      | 9·1011                      | cm/s                        | cm/s                        | 10−9                        | s/cm                        | kg−1·m−2·s3·A2    | cm·s−1            |
| spezifischer elektr. Widerstand    | ρ     | Ω·m         | Ω·m        | 1⁄9·10−9                    | 1⁄9·10−9                    | s                           | s                           | 1011                        | abΩ·cm                      | kg·m3·s−3·A−2     | s                 |
| elektr. Kapazität                  | C     | Farad (F)   | = C/V      | 9·1011                      | 9·1011                      | cm                          | cm                          | 10−9                        | abF                         | kg−1·m−2·s4·A2    | cm                |
| Induktivität                       | L     | Henry (H)   | = Wb/A     | 1⁄9·10−11                   | 1⁄9·10−11                   | statH                       | statH                       | 109                         | abH (cm)                    | kg·m2·s−2·A−2     | cm−1·s2           |
| magn. Flussdichte                  | B     | Tesla (T)   | = Wb/m2    | 1⁄3·10−6                    | statT                       | 104                         | 104                         | G                           | G                           | kg·s−2·A−1        | g1/2·cm−1/2·s−1   |
| magn. Fluss                        | Φ     | Weber (Wb)  | = V·s      | 1⁄3·10−2                    | statT·cm2                   | 108                         | 108                         | G·cm2 (Mx)                  | G·cm2 (Mx)                  | kg·m2·s−2·A−1     | g1/2·cm3/2·s−1    |
| magn. Feldstärke                   | H     | A/m         | A/m        | 4π·3·107                    | statA/cm                    | 4π·10−3                     | 4π·10−3                     | Oe                          | Oe                          | A·m−1             | g1/2·cm−1/2·s−1   |
| Magnetisierung                     | M     | A/m         | A/m        | 3·107                       | statA/cm                    | 10−3                        | 10−3                        | Oe                          | Oe                          | A·m−1             | g1/2·cm−1/2·s−1   |
| magn. Spannung, magn. Durchflutung | Vm Θ  | Ampere (A)  | Ampere (A) | 4π·3·109                    | statA                       | 4π·10−1                     | 4π·10−1                     | Oe·cm (Gb)                  | Oe·cm (Gb)                  | A                 | g1/2·cm1/2·s−1    |
| magn. Dipolmoment                  | m     | A·m2        | = J/T      | 3·1013                      | statA·cm2                   | 103                         | 103                         | abA·cm2 (= erg/G)           | abA·cm2 (= erg/G)           | m2·A              | g1/2·cm5/2·s−1    |

Die Einheiten des esE und emE unterscheiden sich um den Faktor c bzw. c2, wobei c = 2,998…·1010 cm/s (hier gerundet auf 3·1010) die Lichtgeschwindigkeit ist.
Seit der SI-Reform von 2019 ist die angegebene Umrechnung zwischen SI- und CGS-Einheiten nicht mehr exakt (→ Elektromagnetische Maßeinheiten).